# Karl Olof Eriksson
Karl Olof Eriksson (i riksdagen kallad Eriksson i Lundby), född 29 juni 1872 i Törnevalla församling, Östergötlands län, död 6 januari 1943 i Kullerstads församling, Östergötlands län, var en lantbrukare. 
Han var politiker och ledamot av riksdagens andra kammare 1914.